# Phelsuma masohoala
Phelsuma masohoala là một loài thằn lằn trong họ Gekkonidae. Loài này được Raxworthy & Nussbaum miêu tả khoa học đầu tiên năm 1994.